# Пјано I е II (Перуђа)
Пјано I е II је насеље у Италији у округу Перуђа, региону Умбрија.
Према процени из 2011. у насељу је живело 27 становника. Насеље се налази на надморској висини од 283 м.